# Michael Henry
Michael „Mike“ Henry (* Juni 1935 in Spanish Town, St. Catherine) ist ein jamaikanischer Politiker (JLP). Er war von September 2007 bis November 2011 Verkehrs- und Bauminister (Minister of Transport and Works) Jamaikas.

## Leben
Henry besuchte die St. Catherine Elementary School, die Beckford & Smith Highschool und studierte am Ealing Technical College in Großbritannien. Er ist beruflich als Autor und Verleger tätig, seit 1980 ist er Chairman von Kingston Publishers Ltd. Er ist verheiratet und hat vier Kinder.

## Politik
Im Jahr 1976 kandidierte Henry erstmals als Kandidat der Jamaica Labour Party (JLP) im Wahlkreis Central Clarendon für einen Sitz im Repräsentantenhaus, wurde jedoch nicht gewählt. Bei der folgenden Wahl im Jahr 1980 gelang ihm der Einzug ins Parlament, seitdem konnte er den Wahlkreis Central Clarendon bei allen Wahlen für sich entscheiden. Henry bekleidete in der Vergangenheit verschiedene hohe Staatsämter, er war unter anderem Tourismus- und Landwirtschaftsminister (Minister of Tourism and Agriculture) und Staatsminister (Minister of State for Information).
Bei der Parlamentswahl am 3. September 2007 gelang es ihm wieder, Central Clarendon für sich zu entscheiden, und als die JLP nach dem Gewinn der Wahl die neue Regierung bildete, wurde Henry zum Verkehrs- und Bauminister ernannt. Die Vereidigung fand am 14. September 2007 statt. Als Andrew Holness Nachfolger von Bruce Golding als Premierminister wurde, übernahm er Henry zunächst als Minister in seiner Regierung. Henry geriet aber wegen seiner Handhabung der Verantwortung für das Jamaica Development Infrastructure Programme (JDIP) zunehmend in die öffentliche Kritik. Daraufhin entzog ihm Premierminister Holness am 19. November 2011 die Zuständigkeit für das Straßenbauprojekt. Am 29. November trat Henry von seinem Amt als Minister zurück. Seine Nachfolgerin wurde Shahine Robinson.